# 乔治·沃克·布什
乔治·沃克·布什（英語：George Walker Bush，1946年7月6日—），美国政治人物，曾担任第43任美國总统。由於其父親老布希（Bush Senior）同樣擔任過美國總統，他又常被稱為小布什（Bush Junior）。
布什曾於1995年至2000年間擔任第46任德克萨斯州州長。布什家族很早就開始投入共和党以及美國政治，布什的父親是之前曾擔任第41任總統的乔治·赫伯特·沃克·布什，他的弟弟傑布·布什也曾擔任佛羅里達州州長。
布什在2000年美国总统选举以選舉人票致勝當選總統。任內遭遇了2001年的911事件，他因此發動了一連串反恐戰爭；2001年10月，他發動了阿富汗戰爭以推翻塔利班政權並剷除基地組織勢力，接著他在2003年3月發動了伊拉克戰爭，推翻了萨达姆政權。此外，2001年時曾主導幫助中國大陸進入世界贸易组织。
布什在2004年美国总统选举擊敗民主黨參選人約翰·凱瑞，成功贏得普選和選舉人票获得连任。任內推行了1.3兆元的減稅計畫、醫療保險和社會福利體制的改革，同時也推行了社會保守主義的政策，例如禁止晚期墮胎法案以及反對承認同性婚姻等。同時布什政府在反恐戰爭的正當性、关塔那摩湾拘押中心事件、虐囚门事件以及颶風卡特里娜救災工作等處置上遭遇到眾多批評，使其支持度在911事件之後有逐漸下滑的趨勢。
在于2005年舉辦的票選活動《最偉大的美國人》中，时任美国总统的布什被選為美國最偉大的人物第6位。

## 早年生涯
布什1946年7月6日生於美國康涅狄格州纽黑文市的耶鲁-纽黑文医院，父親是喬治·赫伯特·沃克·布什，母親是芭芭拉·布什，布什的祖先是來自英格蘭薩默塞特郡的移民，除了英格蘭和德國血統外，布什還有一些少量的荷蘭、威爾斯、愛爾蘭、法國和蘇格蘭血統。在布什只有兩歲大的時候，全家搬到了德克薩斯州，並且在休斯顿與四個弟妹：傑布、尼爾、馬文和桃樂西一同度過了童年，長妹蘿賓則在年僅3歲時死於白血病。布什的祖父普利史考特·布什曾經代表康乃迪克州擔任兩屆參議員，他的父親曾在1989年至1993年間擔任第41屆美國總統，而弟弟傑布則在1999年至2007年擔任了兩屆的佛羅里達州州長。

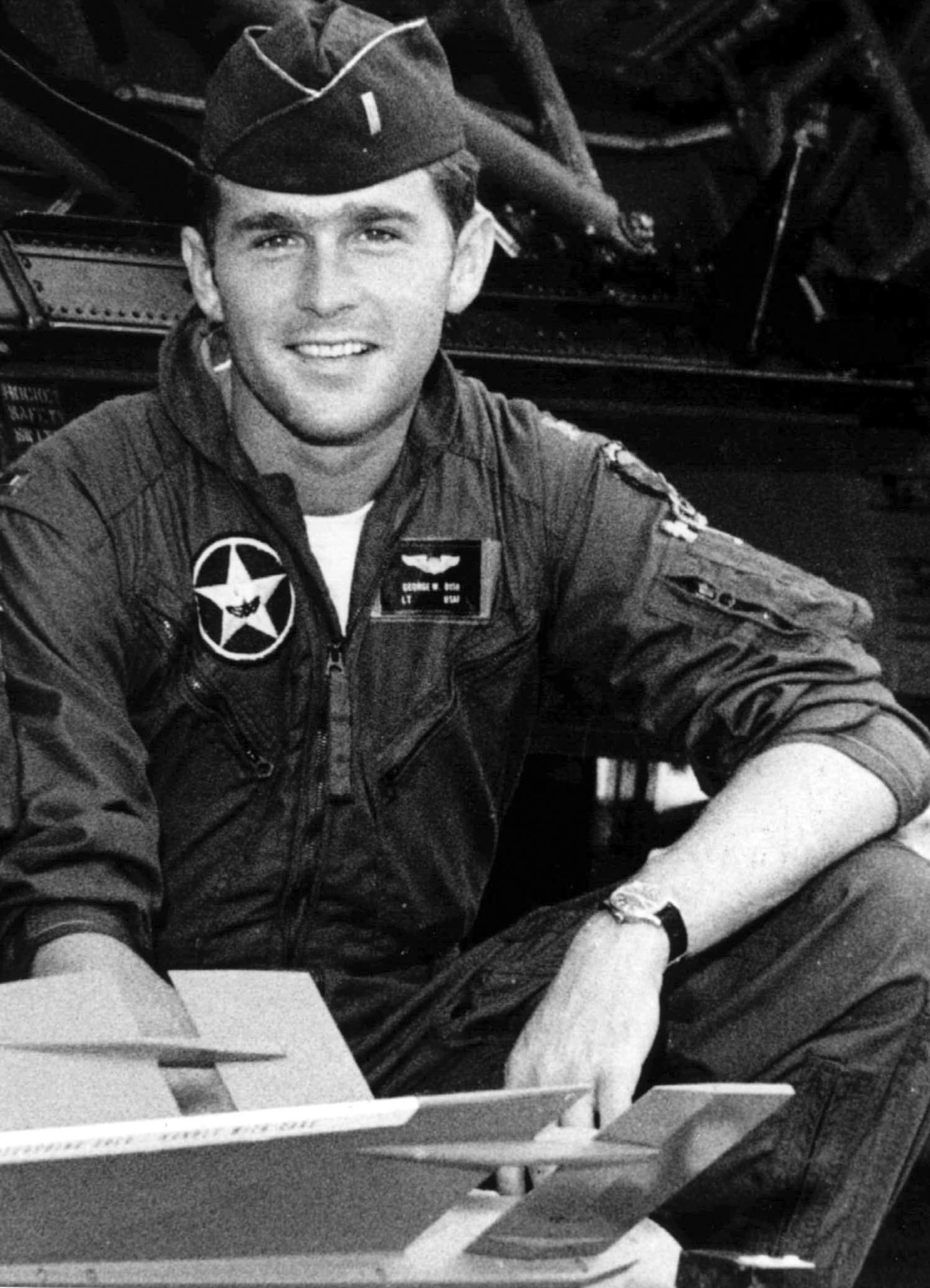
擔任中尉的布什。

布什就讀了位於麻薩諸塞州安多佛镇的菲利普学院，並且選擇了和他父親一樣的大學—耶鲁大学，曾和沃尔夫冈·莱昂哈德教授学习过苏联历史，在1968年取得了歷史學學士学位。在這段期間他也積極參與共和黨的許多競選活動，包括了他父親於1964年和1970年的德州參議員選舉。在大學裡，布什還成為了骷髅会的會員之一。根據他自己的描述，他只算是成績中等的學生。
布什畢業時正值越戰的高潮，他選擇加入了國民警衛隊的空軍，在訓練之後他被派往休士頓，於艾靈頓空軍基地（Ellington）駕駛F-102噴射機執勤，並获得晋升，从少尉升至中尉。在布什投入政界後，他在這段期間的服役紀錄也成為政敵的批評目標。在1973年9月，为赶上哈佛大學开學时间，布什獲得榮譽退伍的資格，提前6个月结束了他为期六年的义务兵生涯。布什在這段時間也留下了一些後來遭受批評的不良舉動，包括了「飲酒過量」以及生活放蕩，布什在1976年9月4日還因為酒後駕車而在緬因州遭到逮捕，除被罰款150元外，還在當地吊銷駕照兩年，這段前科直到他在擔任德州州長期間才曝光。
布什在1975年获得了哈佛大学工商管理碩士（MBA）学位（使他成为第一个有MBA学位的总统），畢業後布什開始從事德州的石油產業。在他人介紹下，布什認識了擔任教師和圖書管理員的劳拉·威尔士，在經過三個月戀愛後，兩人於德州中部結婚和定居。布什夫婦在1981年於達拉斯貝勒大學醫療中心生下了一對雙胞胎女兒—詹娜和芭芭拉。結婚後布什離開了原本的聖公會，加入妻子的卫理宗教會。在達拉斯生活時布什全家也是達拉斯衛理宗聯合教會的成員。
1978年，布什投入競選德州的眾議員，對手是民主黨的肯特·漢斯（Kent Hance）。布什在競選中強調他的年輕活力和保守派價值觀，然而對手漢斯同樣也抱持許多保守派觀點，例如反對槍械及經濟管制，他還批評布什與德州的鄉村脫離接觸。結果布什以6000票落敗，但後來漢斯轉投共和黨，並在1993年布什競選德州州長時助了他一臂之力。
布什繼續經營石油產業，成為了好幾間企業的合夥人或總裁，包括了他自行創立的布什能源公司（Arbusto Energy）—「Arbusto」在西班牙語裡表示「樹叢」，與英文的「bush」（布什）同義，以及Spectrum 7、Harken Energy等公司。這些石油公司在1980年代時由於整體石油價格的下跌而虧損。
在1986年左右布什完成戒酒，他接著開始研讀聖經以及基督教的刊物，並且參與教會的讀書會和討論團體。在和葛培理牧師親自交談過後，布什成為了一名“重生的基督徒”（Born-again christian）。布什在1988年與家人一同搬至华盛顿哥伦比亚特区，以協助他父親的總統選舉。布什負責發展並協調選戰的策略，以吸引為數眾多、對選戰結果舉足輕重的保守派基督徒和福音派選民。小布希本人即為衛理公會福音派。福音派依據聖經，要保護寓言中的聖地耶路撒冷，必須支援以色列。

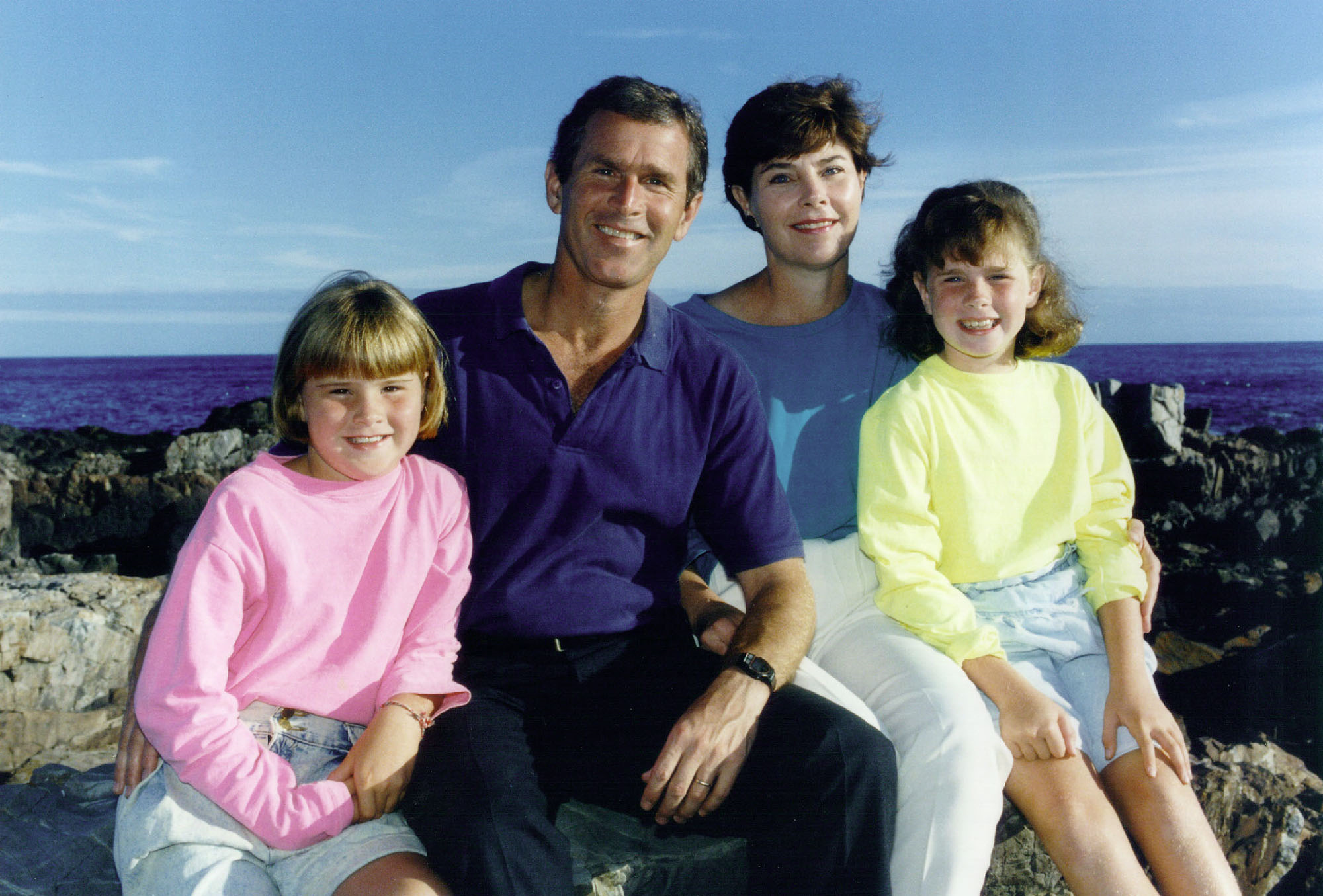
喬治和劳拉以及他們的女兒：詹娜和芭芭拉，攝於1990年。

選戰過後布什回到了德州，他在1989年4月購買了一部份德州遊騎兵棒球隊的股份，並且擔任了球隊的合夥管理人長達5年。布什代表球隊處理公關事務，也負責管理新球場的建造，而他也積極的投入球隊的訓練計畫，並且經常參與球隊比賽，與球迷一同觀看比賽過程。與德州遊騎兵球隊的關係使布什的媒體曝光度和名聲逐漸增加，也使他獲得越來越多公眾和商業團體的支持。在布什管理下球隊的表現相當不錯，還成功招攬了知名投手諾蘭·萊恩。布什也是第一個曾經跑過馬拉松賽跑的總統，在競選德州州長之前，布什曾於休士頓參與一場馬拉松比賽，在全長8.36英哩的比賽中得到3小時44分52秒的成績。布什自從26歲開始便持續練習長跑，直到他擔任總統之前每週固定要跑15至30英哩。

## 投入政界

### 德克薩斯州州长
隨著布什父親在1988年當選總統，共和黨人之間也推測布什是否會參與1990年的州長選舉，但布什本人則由於購買了德州遊騎兵隊股份、同時也是擔心自己的不良紀錄影響，因而沒有參與選舉。
隨著他辭去遊騎兵隊管理者和擁有人的身分，布什宣布他將會參選1994年的州長選舉，同年他的弟弟傑布也投入競選佛羅里達州的州長。布什輕易贏得了共和黨提名，他面臨的對手是民主黨籍的时任州長安·理查德（Ann Richards），當時理查德支持度和名聲極高，使布什的選情相當不樂觀。
協助布什選戰的政治顧問還包括了一名前記者卡倫·休斯（Karen Hughes）、布什他的競選助手John Allbaugh、以及說服布什投入選舉的密友卡爾·洛夫。布什的競選策略是攻擊州長理查德在執法效率、政治職務指派、以及她對自由派政策的支持等議題，並且將自己形塑為強調「個人責任感」和「道德領導者」的形象。布什陣營主打的議題還包括了教育（強調學校應該對學生的課業表現負起責任）、犯罪、經濟的放寬管制、以及司法體制的改革。布什陣營被批評在選戰中過度抹黑理查德陣營。布什在選舉辯論會上表現的相當傑出，他的支持度也因此上升。但是這些因素的作用可能都比不上政治大環境的因素，由於克林頓在1993年入主白宮之後過度急躁想要施展自由派的政治理想，試圖推動允許同性戀參軍、全民健保、提高個人所得稅等爭議極大的政策，不僅大多最終失敗或草草收場，克林頓施政不當也嚴重影響了民主黨的選情。1994年11月8日期中選舉當日，民主黨兵敗如山倒，拱手讓出了參眾兩院的控制權以及大多數的州長席位。布什以52%對47%的選票擊敗了理查德，自此共和黨在德州長期主政。
在州長任內，布什成功的推行了司法制度改革、增加教育資金、提高公立學校的教學品質門檻、並且改革了執法部門體制。在州長任內布什批准了152次死刑執行，超過現代美國歷史上任何一個州長，這也使得遭受一些反對死刑的人士的批評。學校的預算在當時仍是敏感的政治議題，原先德州以房地產稅的收入作為教育經費來源。布什希望在增加教育預算的同時也不影響到一般家庭的稅率，於是他提出了商業稅的構想，但卻遭到共和黨內部以及民間的反彈。而在稅政方面，儘管無法達成政治上的共識，布什仍成功以剩餘的預算作為替補，推行了20億美元的減稅計畫，成為德州歷史上最大規模的減稅，同時也確立了布什奉行經濟保守主義的形象。
布什也提議了一個稱為信仰和社區行動（Faith-Based and Community Initiatives）的政策，擴展政府對於宗教組織的補助，以此提供教育、酒精和毒品防治輔導、家庭暴力防範等功能。身為州長的布什還在2000年4月17日簽下備忘錄，將德州每年的6月10日訂為「耶穌日」，宣稱他鼓勵所有德州人在這一天「幫助那些有需要的人」。雖然布什被批評違反了憲法規定的政教分離原則，但他的舉動被大多數德州的人民所支持，尤其是宗教和社會保守派。
1998年，布什以接近69%選票的壓倒性勝利當選連任，成為第一名在四年任期制下連任兩屆的德州州長（1975年前德州州長任期只有2年），亦是首位成功連任的共和黨州長。

### 2000年總統選舉
身為當時最受歡迎的美國州長之一，媒體和共和黨內部都將布什視為是非常可能出線2000年選舉的總統候選人。布什在當選州長連任後便表達了參選總統的意願，不久後就宣布他正式角逐參選，很快他便成為共和黨提名候選人中最領先以及競選募款最多的一人。
布什將自己描述為一個「有同情心的保守主義者」（compassionate conservative），他提出的政策宣稱將要「恢復白宮的榮耀和自尊」。布什主張要大幅減稅以解決剩餘的預算。他支持宗教慈善團體參與聯邦政府籌備的慈善計畫，並且承諾將推行教育的學券制和教育體制的改革，布什也支持開放在北極國家野生動物保護區（Arctic National Wildlife Refuge）進行石油探測鑽孔，布什的外交政見則強調與拉丁美洲尤其是墨西哥保持更緊密的政治和經濟聯繫，同時也支持自由貿易。

#### 初選
替布什總統選戰操盤的顧問除了那些經歷德州州長選舉的助手外，還包括其他布什在擔任州長期間結識的人。布什獲得高達38個州的共和黨州議員的背書。在贏得了愛荷華州的提名初選後，布什卻意外的在新罕布夏州的初選中遭到亞利桑那州參議員約翰·麥凱恩擊敗。在提名選舉期間，布什相當具爭議性的參訪了包伯瓊斯大學（Bob Jones University）—那間大學被指控有反天主教傾向以及反種族融合，布什也因此遭受批評。布什接著贏得了南卡羅來納州的初選，重振了布希陣營自從在新罕布夏州遭麥凱恩擊敗以來的低迷士氣，不過麥肯也贏得了密西根州的初選。在維吉尼亞州進行初選前夕麥肯恩批評了幾名福音教派的政治評論員，使得宗教保守派人士對他感到不滿。布什趁機贏得了維吉尼亞州的初選，並且在接下來一周的初選高峰期裡一舉拿下13個州中的9個，等於贏得了整場提名選舉。布什挑選了共和黨的前眾議員和國防部長迪克·錢尼作為競選搭檔。布什也獲得了幾名突出的共和黨人如唐納德·倫斯斐和克林·鲍威尔的背書，這兩人也成為布什在國防政策和外交關係上的顧問。在大力宣傳德州州長任內政績的同時，布什也攻擊民主黨的候選人—当时任副總統的艾尔·戈尔，批評他在槍械管制和稅率上的立場。布什也大力抨擊在政壇相當不受歡迎的、但卻被戈爾支持的京都议定书（參議院曾於1998年進行表決是否簽署，結果是0票支持95票反對），他批評那將會造成美國中西部產業的衰退，並會造成整體經濟發展的遲緩。
共和黨總統初選的辯論在1999年12月13日於德梅因進行，在辯論中所有參與者都被問到的一個問題是：「你最認同哪個政治哲學家或思想家？為什麼？」其他候選人的回答都是之前的總統或其他政治人物，但布什則回答：「耶穌基督，因為祂改變了我的心靈。」布什訴諸於宗教價值觀的策略被視為是他選戰勝利的主要原因之一。在一次蓋洛普民調中，那些宣稱自己「每週固定上教堂」的受測者有56%都選擇投給了布什（在2004年這個數字增加到63%）。

#### 大選
在大選日2000年11月7日那天，布什贏得了幾個關鍵的中西部州，包括了俄亥俄州、密蘇里州、和阿肯色州。布什也贏得了戈爾的老家田納西州和新罕布夏州，以及以往都是民主黨地盤的西維吉尼亞州。主要的電視媒體最初報導佛羅里達州由戈爾勝出，但差距隨著開票進展逐漸的拉近，接著被認為是由布什勝出，到最後佛羅里達州的結果由於太為接近而被宣布無法判定。曾有一小段時間裡媒體報導布什贏得了佛羅里達州，戈爾於是打電話向布什認輸並祝賀他當選了總統，但在一個小時後便收回了認輸決定。佛羅里達州在最初的計票中顯示布什獲勝，但隨即被指控在投票過程和選票處理上有所瑕疵。由於佛羅里達州的地方法規定，最後全州的選票都由機器進行重新計票。雖然第二波重新計票結果拉近了兩人的差距，但結果布什依然獲勝，最後對出現了大量廢票的四個郡訴諸展開人工的重新計票。12月8日，佛羅里達州的最高法院宣布所有出現大量廢票的郡都必須進行人工的重新計票。到了隔天的12月9日，美國最高法院的判決停止了在法定期限截止之前未及全州性的人工計票。機器計票的結果顯示布什贏得了選舉，這使得布什贏得了50個州裡的30個。儘管在普選中布什獲得的選票比戈爾少了超過50萬票，但在選舉人團獲得271張選舉人票，比戈爾的266張多，這使得布什成為自本杰明·哈里森在1888年的選舉以來第一個得少數選票而勝出的總統，而此次選舉亦引發許多爭論。

#### 內閣任命
在接掌白宮後，布什任命了Andrew Card擔任白宮幕僚長，任命總統選戰中的助手卡爾·洛夫擔任政治顧問、卡倫·休斯擔任白宮公共事務主任。他並任命克林·鲍威尔擔任國務卿、唐納德·倫斯斐擔任国防部长。
而布什任命前參議員約翰·艾希克羅擔任司法部長的決定遭到民主黨的激烈批評，因為艾希克羅反對堕胎、支持社會和宗教方面的保守主義，以及他在同性恋权利和死刑等議題上的立場。儘管如此，布什的內閣任命依然被國會通過了，同時也被保守派所讚許。

### 2004年總統选举
在2004年的總統選戰中，布什獲得共和黨內部的廣泛支持，在初選中也沒有遭遇任何對手。他指派了肯·梅爾曼（Ken Mehlman）作為他的競選負責人，並且由卡爾·洛夫擔任選戰策略的顧問。
布什在2004年提出的政見包括了持續進行伊拉克和阿富汗戰爭、延長美國愛國法、將2001年和2003年的減稅稅率永久化、消除半數的預算赤字、促進教育、社會福利、以及稅制的改革。布什也強調他的社會保守主義立場，提議一個否認同性婚姻的憲法修正案。在布什的每次演講裡，他也強調他對於在全世界散播自由和民主的理想和實踐。

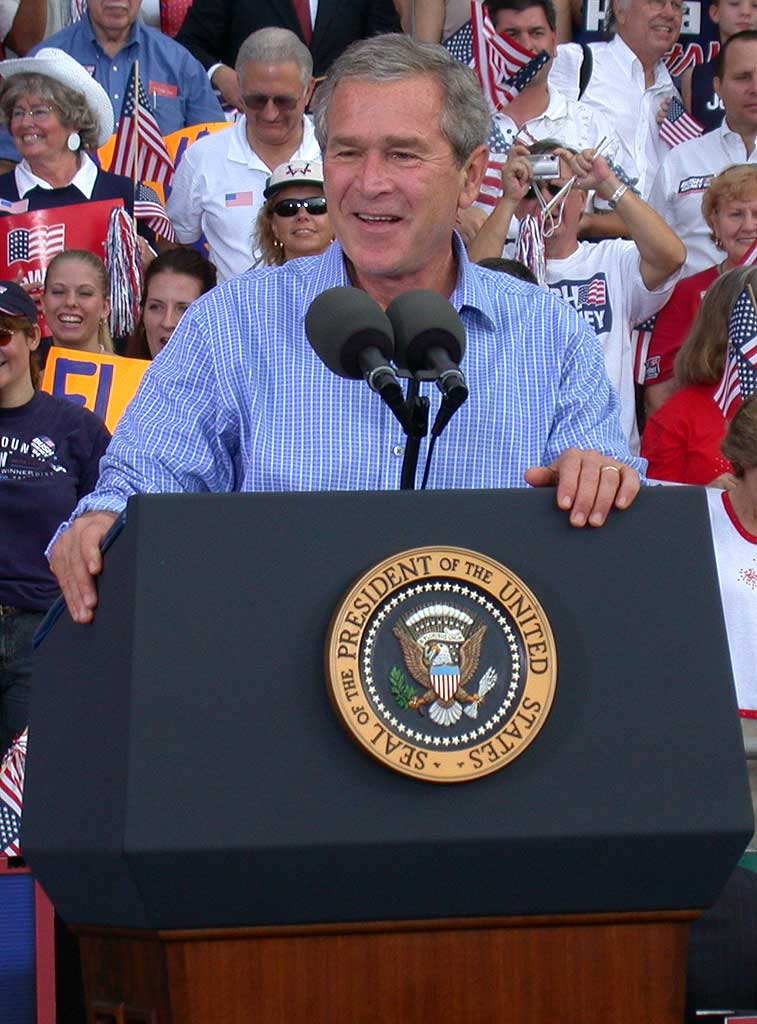
布什在2004年連任選戰的一場造勢活動上進行演講。

布什在選舉募款上大獲成功，接著在全國各地的電視和廣播上展開了大量的競選宣傳，批評民主黨的候選人—來自麻薩諸塞州的參議員约翰·克里。克里和民主黨則批評布什在伊拉克戰爭上的表現、指稱美國愛國法遭到濫用，並且宣稱布什的政策沒有成功的刺激經濟成長和增加工作機會，同時也圍繞布什在兵役紀錄上的爭議大肆批評。布什強調他的領導能力以及美國所面臨的國防安全挑戰，並且訴諸自911事件以來浮現的愛國主義和情緒。布什陣營則將克里描繪為刻版的民主黨人—會提升稅率、膨脹政府規模、並且無法使政府繼續否認同性婚姻。布什陣營繼續批評克里在伊拉克戰爭上的矛盾態度、並宣稱克里的優柔寡斷和短視近利將會使美國輸掉反恐戰爭。突出的政治人物包括了魯迪·朱利安尼、阿諾·史瓦辛格等人都積極的支持布希，同時保守派的民主黨人Zell Miller也倒戈支持布什，甚至還在全國四處演講替布什造勢。布什陣營組織了龐大的自願義工團體以協助選戰，並且專注於奪下幾個選情僵持不下的州份，例如俄亥俄州、賓夕法尼亞州、佛羅里達州、威斯康辛州、密西根州、以及明尼蘇達州。最後布什奪下了50個州中的31個州，這次布什也贏得了普選，獲得總共286張選舉人票，順利當選連任。

#### 第二屆任期

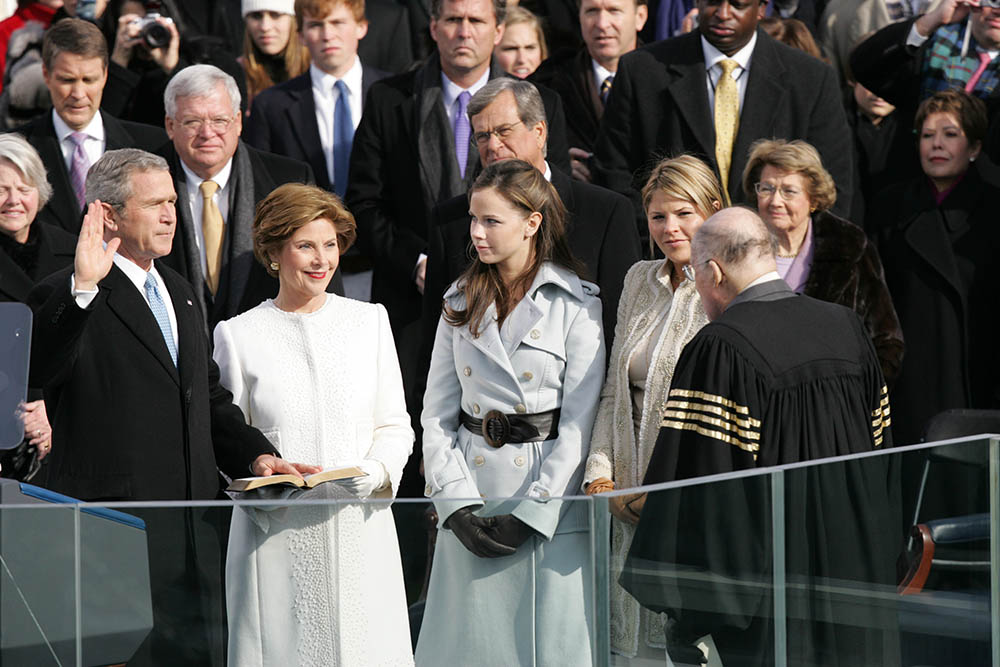
2005年1月20日，在首席大法官威廉·伦奎斯特的主持下，布什進行了連任的就職典禮。

成功連任後，小布什成為16年來第一個獲得過半數民眾支持而當選的總統，他亦贏得普選票，取得正當性。

小布什在2005年1月20日於美国首席大法官威廉·伦奎斯特的主持下進行了連任的就職典禮。就職演說中布什闡述了要在全世界散播自由和民主的理想：
依據歷史的教訓和常識，我們有著一個共同的理念：在我們領土上的自由之存亡，取決於世界其他地方自由之存亡。我們對世界和平的盼望之成敗，取決於世界其他地方之和平…終結世界各地的暴政是我們數個世代以來所共同努力的偉大目標。這項工作的困難程度並不是逃避的藉口…從數個世紀的角度來看，我們所面對的問題已經相當明確而一致。我們這個世代是否會促進自由的理想呢？而我們所扮演的角色是否促進了這一理想呢？
在第二屆任期裡，布什挑選的內閣人員被認為是美國歷史上最多元的內閣之一，包括了首次出現的拉美裔司法部長以及商務部長，以及第一名成為政府高階首長的女性非裔美國人康多莉扎·赖斯。而遭受了大量批評、同時還被許多國會議員要求下台的國防部長唐纳德·拉姆斯菲尔德則被布什挽留。
2005年8月，布什極具爭議性的提名了約翰·博爾頓出任美國駐聯合國的大使，這項提名遭到參議院民主黨人的阻撓。布希於是使用了相當罕見的休會任命手段，使博爾頓得以順利就職。民主黨人則批評這是濫用總統職權的作法。
2005年10月24日，布什提名了本·伯南克取代阿伦·格林斯潘作為美国联邦储备系统的主席。參議院的銀行業委員會在2005年11月16日以13-1的票數通過推薦伯南克的提名，並且在2006年1月31日通過參議院的正式批准。伯南克在2006年2月1日就職。
2006年11月的期中選舉，共和黨慘敗，失去長達12年的國會參眾兩院的控制權。選舉失利後，拉姆斯菲尔德提出辭職，小布什辭退國防部長拉姆斯菲尔德，小布什提名中央情報局局長羅伯特·蓋茨替代之，蓋茨在12月6日獲得參議院通過，並在12月18日正式就任。

## 總統任内

### 國內政策

#### 教育

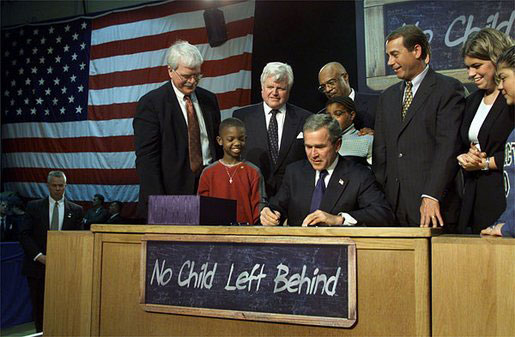
布什簽下「不讓任何孩子落後」教育法案。

自從擔任德州州長開始，布什一直強調要增加公立學校對於教學成果所負起的責任。在上任總統後他便開始積極籌措一項名為「不讓任何孩子落後」的教育法案，這個法案也受到民主黨參議員泰德·甘迺迪的支持。這個法案以監督學校的教學水平為目標、統計學生的學業表現、並且替那些在教育水平較低學校就讀的學生家庭提供更多元的教育選擇，並且對低收入的學校提供更多聯邦政府補助。「不讓任何孩子落後」政策所引發的爭議一直持續至今，批評者認為布什並沒有對這個法案提供足夠資金，支持的泰德·甘迺迪批評道：「悲慘的是當這些遲遲未兌現的改革終於開始進行時，資金卻沒有到齊。」許多教育專家也批評這項改革，認為「不讓任何孩子落後」政策只會讓一些學生有藉口離開不及格的公立學校，但卻沒有真正改進那些學校。其他人則批評這項政策是專注於一些「高風險的實驗」，並認為其造成的後果是相當負面的。布什在第一年任期裡增加了對國家科學基金會和國家衛生研究院的資金援助，並且開辦了一些用以增強美國高中學生科學和數學學科能力的活動。不過，對NIH的資金援助由於2004年和2005年的通貨膨漲而無法維持，不得不在2006年扣減了其中一部份預算。布什也指派第一夫人蘿拉拜訪各州，以監督「不讓任何孩子落後」政策改進貧窮家庭子女教育的實行狀況。

#### 社會福利和醫療
布什提倡對於社會福利機制進行逐步的撤銷管制，並主張將社會福利民營化以提供人們更多元的選擇。共和黨在2003年通過了醫療保險法案，將更多處方藥品劃入醫療保險計畫（Medicare）的保險範圍，並且創設了健康儲蓄帳號（Health Savings Account）制度，使人們可以選擇省下醫療保險的一部分資金以投資在其他「重要的地方」。代表退休人口階層的組織美國退休人員協會（AARP）也支持布什政府的計畫並且替其背書。這個新的制度預估會在未來十年耗資4000億美元，布什稱這能使年長者「有更好的選擇、以及對他們自己的醫療保險更多的掌控。」

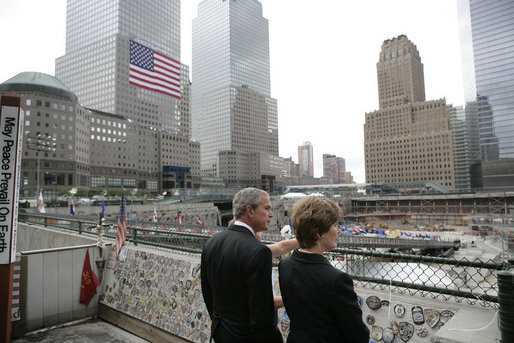
總統布什和蘿拉在911恐怖攻擊事件五週年时參觀紐約市世界貿易中心的遺址。

布什在第二屆任期裡開始了大規模的社會福利改革，當時美國的社會福利制度已面臨空前的預算赤字。國會和媒體都把社會福利改革視為是一項棘手的議題，由於擔憂遭致公眾的反彈，很少有人會想試圖改變之，然而布什仍展開了改革，並將其作為第一優先處理的議題。社會福利一直被視為是民主黨的領域，共和黨則被指控曾在過去試圖將之解散或民營化。在2005年的總統就職演說中，布什討論到了社會福利制度即將破產的可能性，並且批評政治的偏見妨礙了改革的進展。他提議應該讓人們有機會選擇從他們的社會福利稅款理挪出一部份來投資其他領域，讓那些錢「花在更有意義的地方」以促進經濟成長。儘管布什不斷強調改革擁有萬全的預防措施和配套計畫，他的提議依然被批評為花費過高，民主黨則批評這是企圖民營化社會福利制度的舉動。布希為此展開了60天的全國性巡視，在媒體上積極宣傳他的政策，但這些努力並沒有獲得太大的公眾支持。依據最後一次民調的結果，布什依然沒有成功說服公眾相信社會福利制度已經深陷破產的危機。
布什反對任何幹細胞研究，並且在2001年8月9日宣布停止聯邦政府對那些利用胎兒進行的幹細胞研究的補助。而對於研究的限制則引發了一些爭議。不過，針對成人的幹細胞研究補助並沒有被限制，並且也被布什總統所支持。

#### 移民改革
在2006年，布什逐漸開始強調移民改革和移民政策的重要性。除了處理共和黨人和保守派希望穩固邊界安全的聲浪之外，布什也要求國會創設一個「暫時就業旅客計畫」，允許超過1,200萬的非法移民保住合法的居住身分。布什主張缺乏合法身份保護的數百萬人們會因此遭致貧窮和遭受剝削的危險，而急需移民勞工的雇主也會因此失去許多雇傭機會。在2006年5月15日，布什還提議一個稱為「身分驗證」（Basic Pilot）的線上系統，使雇主能夠輕易的證實新員工的工作資格，並向所有外國勞工分發身分驗證卡片，同時增加對於違反移民法的雇主的懲罰。布什要求國會提供更多資金以增強邊界的安全，並且部署6,000名國民警衛隊至美國—墨西哥邊界以阻止更多非法移民的滲透。

#### 經濟

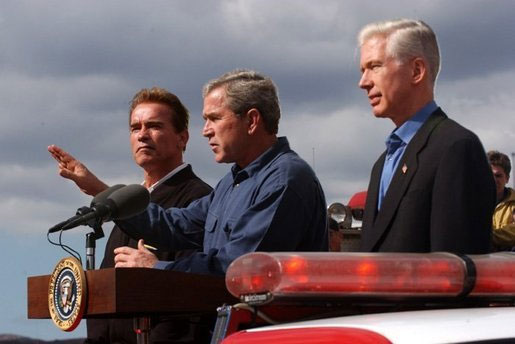
布什總統在2003年11月4日向消防隊員發表演講，站在他身旁的是剛當選加利福尼亞州州長的阿諾·史瓦辛格、以及即將卸任的州長格雷·戴维斯（Gray Davis）。

通貨膨脹在布什任內一直保持每年約2-3%的歷史新低紀錄，2001年的經濟衰退以及物價下跌甚至引發了對通貨緊縮的顧慮。在布希任內，失業率於2003年6月曾達到了6.2%的高峰，及後曾經下降至4.4%。儘管在2001年3月至2001年11月間曾經歷了一場衰退，後來美國經濟仍能保持相當茁壯的成長，華爾街股市的許多表現達到了歷史的最高紀錄，而國內生產總值也維持穩健的增長。然而，到了2007年美國樓市泡沫爆破，引發次貸危機，多間銀行出現資金緊絀問題相繼倒閉或需要政府出資拯救。直至2008年9月，美國政府拒絕拯救雷曼兄弟從而引發全球金融海嘯；美國失業人數大增，美國勞工處同年十一月數據顯示失業率為6.7%，並預計數字會持續上升。
在第一屆任內，布什向國會提出了數次主要的減稅提案。在接獲联邦储备系统主席阿伦·格林斯潘提出可能的經濟衰退威脅後，布什認為只有減稅才能成功的穩固經濟成長。儘管遭遇許多民主黨人反對，在拉攏了幾位民主黨保守派參議員的支持後，布什仍成功於2001年通過了高達1.35萬億美元的減稅案，成為美國歷史上規模最大的減稅之一。這些減稅政策降低了幾乎所有納稅人的稅額，包括了針對最低的納稅級別階層的減稅、增加孩童的扣抵稅額、削減遺產稅、並且減少婚姻帶來的稅率負擔。布什主張不必要的政府經費應該歸還至納稅人手上，認為減稅能夠促進經濟成長、並且創造工作機會。
聯邦政府的開銷在布什任內增加了26%，減稅以及之前2001年的經濟衰退、加上軍事和國內政策的開銷增加，使得布什任內預算赤字飛漲到達了歷史紀錄。在布什任內，政府的國債從原先的5.7萬億元大幅上升至8.3萬億元。
布什通常支持自由貿易的政策和法案，但偶爾也會支持貿易保護主義的政策。白宮在2002年3月向進口美國的鋼鐵以及來自加拿大的針葉樹木材施加額外的關稅，使得布什遭受保守派支持者的批評，不過這些關稅在被世界貿易組織判定非法後便取消了。在2005年8月2日布什也與中美洲各國簽下了自由貿易協定，協定中指明將設立類似北美自由贸易协议的自由貿易區。
小布希在任內未曾發生過政府停擺。

#### 司法
在2006年8月17日，一名底特律市的地方法院法官將聯邦政府為了反恐而進行的電話監聽判屬違憲，因為那沒有經過國會的授權和批准。法官同意將她的裁決暫停以等待進一步上訴。到了2006年8月28日，國會通過了一項法案合法化了聯邦政府的反恐審訊政策。這項法案也是為了解決最高法院在6月判定審訊政策違憲的決定，這是第二次布什試著透過國會通過審訊政策。布什在2006年10月17日簽署了這項法案。

#### 卡特里娜颶風
2005年8月的卡崔娜颶風成為美國歷史上最慘重的自然災害之一，卡特里娜颶風是歷史紀錄上第三大的登陸颶風、第六大的大西洋颶風。卡特里娜颶風橫掃了墨西哥灣沿岸地區北部，尤其重創了新奥尔良市。
早在卡特里娜的颶風中心於8月29日登陸前，布什總統於8月27日和28日相繼宣佈沿岸各州進入緊急狀態。在颶風登陸後，布什也動員了週遭的國民警衛隊和海岸警衛隊以救出受困於新奧爾良的60,000名居民。
不過，地方和聯邦政府在救災進度上都遭受眾多的批評。布什之前對於聯邦緊急應變中心（Federal Emergency Management Agency）的人事指派遭受了兩黨的批評，一些人也批評聯邦政府在救災上的進度遲緩是由於伊拉克戰爭的龐大開銷造成的。

#### 反恐戰爭

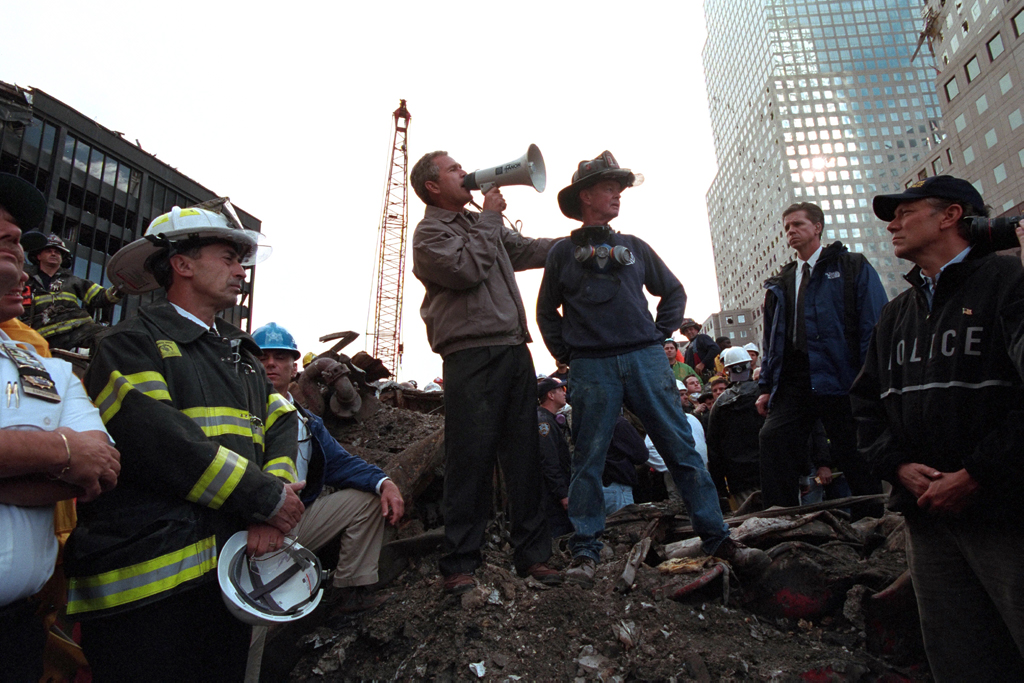
2001年9月14日，布什總統站在世界貿易中心的廢墟瓦礫堆上，向現場救難的警消人員演講。

九一一事件是布什總統任內的轉捩點。當紐約市的世界貿易中心被恐怖份子挾持的客機撞擊時，布什正在參訪佛羅里達州的一間小學。在得知第二波撞擊的消息時，布什仍繼續向班上的小學生們朗讀故事書。在那之後布希搭乘空軍一號飛往了路易斯安那州和內布拉斯加州的空軍基地躲避攻擊，接著才飛回華盛頓哥倫比亞特區。在晚上布什於白宮的總統辦公室向全國發表演說，承諾將對恐怖份子做出強力的反擊，但也強調全國必須團結起來並且協助受難者的家屬。在9月14日，布什參訪了世界貿易中心的遺址，與紐約市長魯迪·朱利安尼和消防隊員們、警察、以及自願救難者們相聚。在一段為媒體所捕捉到的鏡頭中，布什站在廢墟瓦礫堆上，以擴音器向在場的救災人員和民眾們發表演說：
我聽見你們的聲音了，全世界也聽到你們的聲音了。而把這些建築物摧毀的恐怖份子們，很快也將會聽到我們所有人的声音！
在2001年9月20日的演說中，布什譴責了奥萨玛·本·拉登和基地組織，並且向阿富汗的塔利班政權提出了最後通牒，要求他們「交出恐怖份子，否則……與他們一同接受制裁。」

### 外交政策

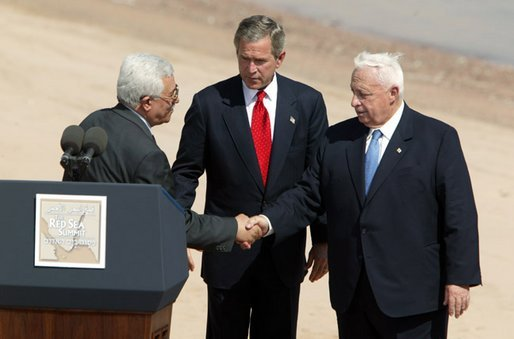
布什與巴勒斯坦民族權力機構主席马赫姆得·阿巴斯和以色列總理夏隆於约旦相會，2003年6月4日。

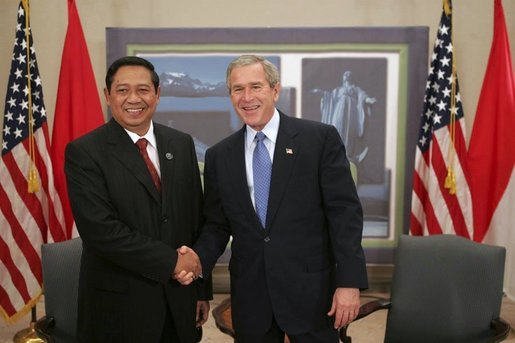
2004年11月20日布什与印尼总统苏西洛·班邦·尤多约诺会面

在外交政策上，布什政府撤回了美國對幾個國際協議的支持，包括了京都议定书、國際刑事法院、以及與俄罗斯之間的反彈道飛彈條約。布什政府並且著手進行之前遭到ABM條約限制和國會反對的国家导弹防御系统，希冀以這套系統反制“流氓國家”的攻擊。布什公開譴責北韓的最高領導人金正日，將它和其他兩國稱為所謂的「邪恶轴心」，布什並稱美國「不會容忍這些世界上最惡劣的政權取得毀滅性武器，以免威脅世界和平」。在幾個月內，美國和北韓都退出了之前在1994年10月簽訂的「朝美基本協議文」。在2001年3月發生美國軍機EP-3E與中國大陸軍機撞擊以及飛行員遭拘禁的事件後，布什也明確的表達美國協防台灣的決心。在2003年至2004年之間，布什授權美國軍隊向海地以及賴比瑞亞發起軍事干涉行動，以恢復當地的民主政治。由於擔心對於經濟發展的負面影響，布什拒絕簽署京都議定書，他宣稱道：「我認為經濟發展才是問題的解決之道、而不是問題本身。」
在以色列與巴勒斯坦的衝突上，布什強調美國應採取「不干預」的態度，以矯正柯林頓總統任內的談判疏失。布什也譴責巴勒斯坦領導人亚西尔·阿拉法特對於暴力和游擊行動的支持。在歐洲國家領導人的支持下，布什成為了第一位在以巴衝突上採取國與國解決方案的總統，讓巴勒斯坦以獨立國家的身分與以色列進行談判。布什也協助以色列總理夏隆與巴勒斯坦的马赫姆得·阿巴斯之間的對話，但仍繼續抵制阿拉法特。布什也支持沙龍單邊的停止軍事行動的計畫，並且讚揚巴勒斯坦在阿拉法特死後進行的民主選舉。

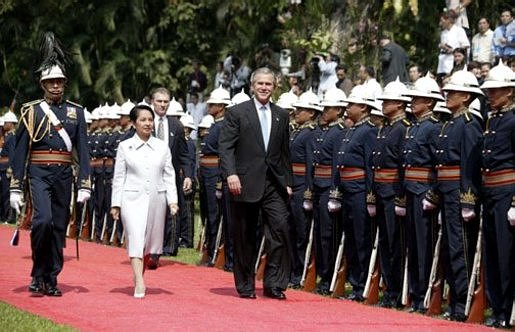
在2003年10月的一次元首出訪中，菲律賓總統格洛丽亚·阿罗约與布什總統一同校閱總統官邸的衛兵。

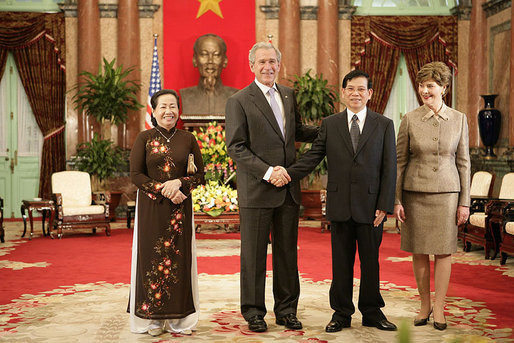
2006訪問越南

在2003年1月的国情咨文演講中，布什提出了一個為期五年、以遏止全球愛滋病蔓延為目標的計畫，稱為美國總統防治愛滋病緊急救援計劃。布什承諾將替這個計畫籌措150億的預算—每年30億並且維持五年，不過布希在年度預算審核上並沒有要求這麼多，雖然一些國會議員也提出修正案以增加計劃的經費。在布什發表演講後不久，美國便撥出了90億元的救援經費給世界上愛滋病情最嚴重的15個國家，並撥出50億元支援其他100個原先已經與美國建立合作計畫的國家，同時也撥出10億元支援全球各地對結核病和瘧疾的救援。這些預算還超過了世界上其他所有國家在愛滋病救援上的援助資金總和。
布什也譴責蘇丹的武裝部隊對於達爾富爾人民的攻擊，認為這是一場種族滅絕的行徑。布什強調國際間的維和任務是解決達爾富爾衝突的關鍵，但他反對將衝突訴諸於國際刑事法院解決。

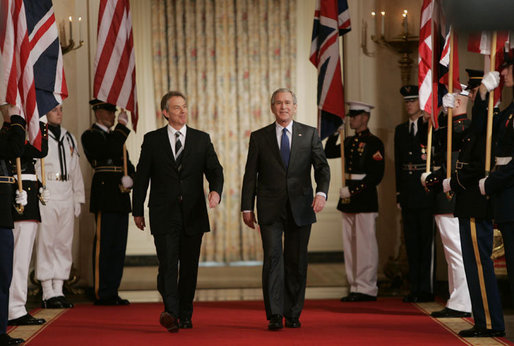
在2006年，布什總統與英國首相托尼·布莱尔一同走過白宮的門廳前往東廳參加記者會，以討論有關在中東以色列與黎巴嫩之間爆發的危機。

在第二屆任期開始時，布什強調要改善與歐洲國家之間的關係。他指派了資深的顧問卡倫·休斯（Karen Hughes）主掌改善美國在國際間的公共形象，並且強調美國在全球推廣民主和人權的理想。布什也大力讚揚在格魯吉亞和烏克蘭的民主運動，並且支持马赫姆得·阿巴斯擔任巴勒斯坦權力機構的主席。在他領導的國際施壓下敘利亞也從黎巴嫩撤軍。在2006年3月布什拜訪了印度，重新聯繫了兩國間的關係，尤其是在核子能源和反恐行動的合作上。
美國國務院以及國際開發援助署發布了一份2004年至2009年之間的國際發展計畫。計畫的原則是以實現布什總統所立下的「國家安全戰略」為指標：亦即外交、發展、和國防三者。布什總統的新計畫將會增加美國對那些「由正當政府統治、正確投資在他們人民身上、並且鼓勵經濟自由」的國家的補助達到50%，這些國家必須遵守美國的外交政策，這表示国际开发署只會支援那些「貫徹了民主政治、開放經濟，並投資人民教育、健康、和發展潛力的國家」。
流行的觀點認為布什所實施的外交政策受到了新保守主義的很大影響，但也有意見認為新保守主義在布什所領導的聯邦政府內部只有邊緣的影響力、布什本人並非新保守主義者、他與新保守主義之間只有同盟關係。

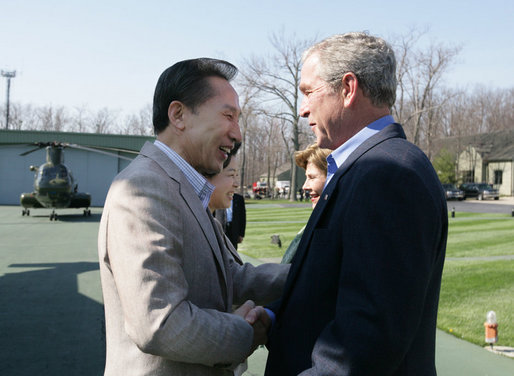
2008年4月18日布什在戴维营与韩国总统李明博会面

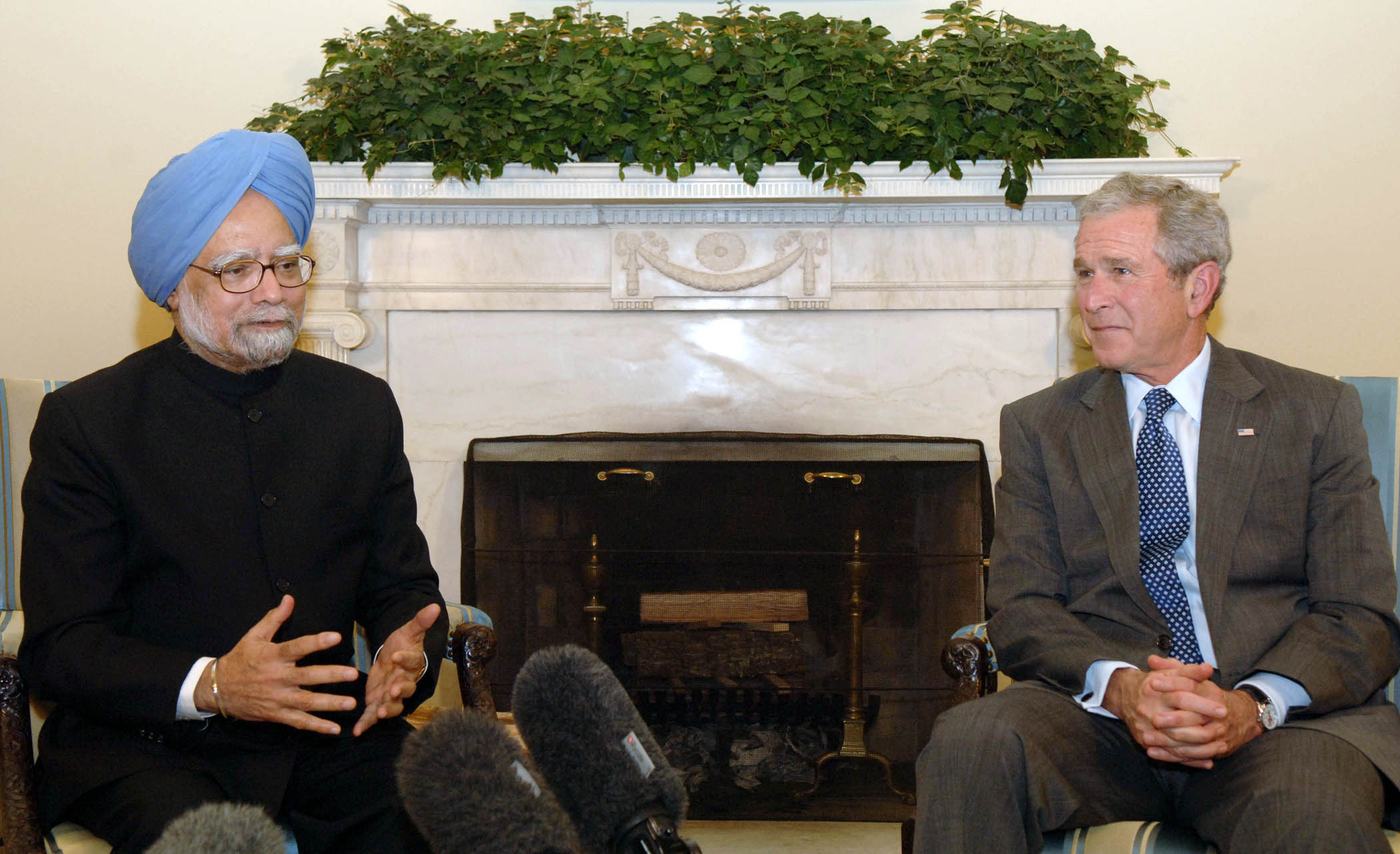
2008年9月25日布什在白宫与印度总理曼莫汉·辛格会面

#### 中國大陸

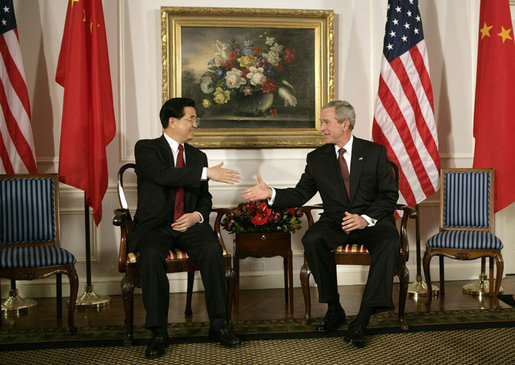
小布什总统与中华人民共和国总统与中国共产党 总书记 胡锦涛，2006

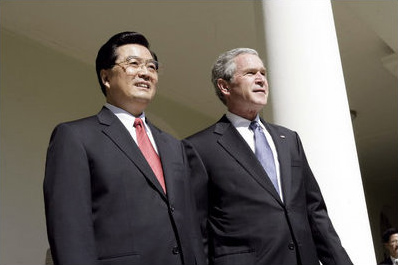
布什和中国领导人胡锦涛在白宫合影，2006年四月20日

布什政府的对华政策面临着在中国崛起的背景下维持合作中美关系的艰难任务。自1979年改革以来，中国在经济发展方面取得了成功，这使得中国政府能够将日益增长的中国物质财富转化为政治和军事力量。在布什内阁中担任美国贸易代表和副国务卿的罗伯特·佐利克曾强调，"中国很大，它正在变得更大，并将在未来几年影响世界。在第二任期结束时，布什总统成功地建立了美中合作的重要内容，并在实现美国国家利益的同时建立了与崛起的中国合作的记录。在总统竞选期间，布什透露他不同意克林顿政府将中国视为“一个竞争对手，而不是一个战略伙伴”的观点。在将中国视为一个转型中的大国，并断言如果中国成为美国的朋友，“这种友谊将稳定世界。但如果不是，我们所寻求的和平可能无法找到”，布什警告说，在他的政府下，中国将“作为一个大国受到尊重......不受威胁，但不是不受控制”。
布什越来越关注中国在世界范围内日益增长的经济和政治影响力，通常被称为“中国的崛起”，以及它对美国首要地位和利益的影响。布什总统认为，中国的崛起是一个不可避免的现象，美国必须加以管理。他努力与中国建立一种“建设性的、坦诚的和合作的”关系。在布什看来，这将为美国推进与中国的交往奠定坚实的基础。事实上，布什增加与中国合作的决心导致了“自1972年以来最好的关系”。
布什政府曾努力将中国经济嵌入国际经济体系，协助中国经济发展，并分享两国的经济互利。2001年，尽管华盛顿和北京在被击落的EP-3E白羊座II间谍飞机与中国战斗机相撞的问题上发生了对抗，布什总统仍然宣布支持中国加入世界贸易组织。他说，“我主张中国加入世贸组织”，强调“中国应该成为我们的贸易伙伴。我认为向美国产品、美国农产品开放中国市场符合我们的经济利益”。
另外，布什总统积极支持与中国的永久正常化贸易关系。在他看来，美国农民和商人将从更自由地进入中国大市场中获得更好的利益。因此，他要求美国国会在2001年延长与中国的正常化贸易关系：“公平贸易不仅对提高美国人的生活水平至关重要，而且对与中国建立强大和富有成效的关系也至关重要。”布什总统和他的团队认为，与中国的贸易对美国和中国的经济都是一件好事。将中国融入世界经济将最终导致促进中国的人类尊严和出现一个良好的中国。布什的国务卿康多莉扎-赖斯在其2000年题为“促进国家利益”的文章中写道。布什总统与中国建立合作关系的努力也可以从他与中国领导人保持坦诚和富有成效的关系的方式中看出。2002-2003年，严重急性呼吸系统综合症（SARS）在中国爆发。在中国，有多达5327名感染者和348名死亡者。虽然中国领导层在处理非典疫情方面受到了批评，但布什总统赞扬中国领导人对这一跨国疫情持开放态度。布什总统在那个关键时刻对胡主席的公开支持得到了中国总统的高度赞赏，并为建立美中两国领导人之间的合作关系做出了贡献。

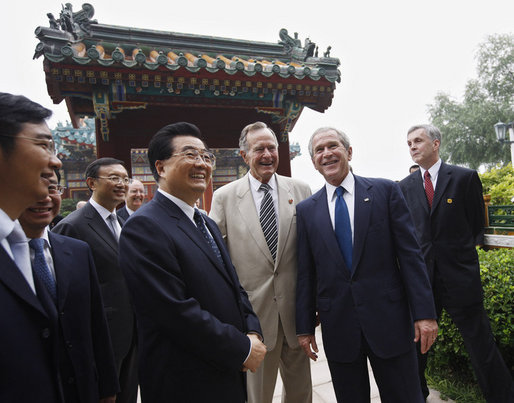
在北京的胡锦涛，乔治·赫伯特·沃克·布什和小布什，2008年8月10日

布什总统于2008年3月26日致电中国国家主席胡锦涛。他对中国自2008年3月10日以来在藏区镇压抗议者的行为表示关切。布什和胡锦涛还讨论了包括中华民国、朝鲜民主主义人民共和国的无核化和缅甸等问题。

#### 北韓
北韓在2006年10月9日試爆一枚核子武器的舉動進一步複雜化了布什總統的外交政策。布什的外交政策所設定的主要目標為「捍衛美國和全世界免受恐怖份子以及那些試圖取得生物、化學、或核子武器的政權威脅。」布什總統譴責北韓的舉動，再次重申美國致力於維持「一個沒有核武器的朝鮮半島」的決心，並且指出「若北韓向其他國家或非國家組織轉移任何核子武器，都將被視為是對美國的死亡威脅」，並且警告北韓必須對這種情況負起責任。

#### 阿富汗
在2001年10月7日，美國和英國軍隊開始對阿富汗進行軍事轟炸，接著反塔利班政權的北方聯盟軍隊於11月13日攻占了喀布尔。到了2001年12日，联合国通過了重組阿富汗的波昂協議，任命哈米德·卡尔扎伊領導阿富汗臨時政府，並且建立了一支由多國軍隊組成的國際安全援助部隊以協助阿富汗的重建工作。
2003年，在獲知塔利班政權殘黨正試圖聚集新的資金和人員後，北大西洋公约组织重新取代了國際安全援助部隊以控制局面。到了2005年，北約開始駐防阿富汗的西部和南部，並在2006年請求增加國際間的維和任務合作，同時也在阿富汗東部增加任務的數量。
2006年聯軍則發起了如山地猛攻行動（Operation Mountain Thrust）等大規模的任務以對抗越來越多的塔利班餘黨叛亂和暴動，但賓拉登和許多塔利班政權的前領導人直到2006年底也依然逍遙法外。北約在2006年10月將維和任務的範圍擴大到整個阿富汗，駐阿富汗的多國部隊數量到2006年10月時也已累積至超過41,000人。在2006年9月一場對聯合國的演講中，布什總統承諾他將繼續支援阿富汗的人民：「我們會幫助你們擊敗那些敵人，並且維持一個永遠不會再壓迫你們、也不會再有恐怖份子的自由阿富汗。」

#### 伊拉克

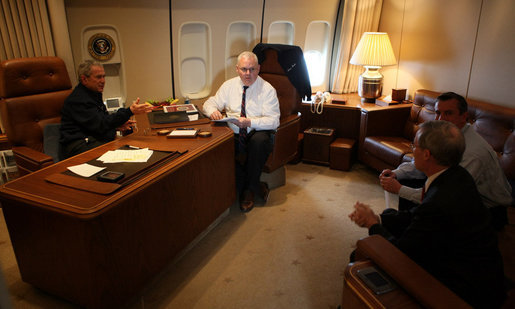
在2001年9月11日，布什總統在空军一号上與副總統迪克·切尼交談。

在推翻塔利班政權後，布什總統承諾將對伊拉克做出立即的制裁，並且主張在911恐怖攻擊事件後，美國不能容忍那些政權不穩定的國家繼續保有可能「流入恐怖份子手中」的武器。布希指出薩達姆持續違抗联合国安全理事会决议，包括了第687号、688號、707號、715號、986號、1115號、1134號、1137號、1284號、和1373號，並認為薩達姆治下的伊拉克是對美國安全的威脅，同時也指控薩達姆威脅中東的和平、惡化以巴冲突、並且支援各種恐怖份子組織。中央情报局的報告中認為薩達姆曾試圖取得核子武器材料，並曾透過不正當管道取得生物和化學武器的材料，違反了聯合國對伊拉克的制裁，同時一些伊拉克的彈道飛彈射程也遠高過聯合國的制裁規定。
布什要求聯合國貫徹伊拉克裁軍的決議，造成了一場外交的危機。2002年11月13日，在聯合國安全理事會第1441號決議之下，穆罕默德·巴拉迪代表聯合國前往伊拉克檢查裁軍情況，這趟裁軍檢視的效率低落和疏失則引起了極大的爭議。聯合國的檢查隊伍在美軍發起攻擊前4天終於離開伊拉克，儘管他們要更多時間以完成裁軍檢查。美國最初希望透過联合国安全理事会的決議獲得授權，依照联合国宪章第七章節的規定對伊拉克進行軍事制裁。儘管美國遭遇了幾個國家的反對（主要是法国和德国），最後美國選擇放棄爭取聯合國的授權，開始準備进攻伊拉克。布特罗斯·加利和科菲·安南以及其他一些國家的領導人則大力抨擊布什的決定，甚至批評布什已經構成了戰爭犯罪。儘管未獲得聯合國授權，美國依然獲得超過20個國家的派軍支援，組成了进攻伊拉克的多國部隊。

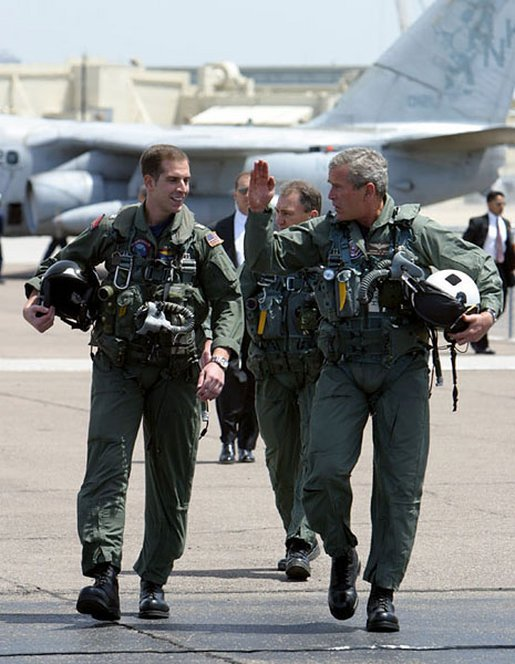
在2003年，穿著飛行員裝束，即將飛往林肯號航空母艦向全國發表電視演說的布什總統。

對伊拉克的进攻於2003年3月20日展開，最後多國部隊於2003年5月1日控制了巴格達，推翻了薩達姆政權。在伊拉克的勝利大為增加了布什的支持度，不過，隨著時間發展，駐伊拉克的美軍也面臨越來越多的公共混亂，以及支持薩達姆和伊斯蘭主義的武裝團體所發動的暴亂。除此之外，在戰後不久前往伊拉克進行查證的伊拉克調查小組（Iraq Survey Group）只找出了一些伊拉克軍隊儲藏的戰備物資，並沒有找出布什政府預料中數量龐大的毀滅性武器。在2005年12月14日，當談到大規模毀滅性武器的議題時，布什指出：「許多原先的情報的確被證實是錯誤的了。」不過，布什依然堅持這場戰爭是必須進行的，並宣稱即使他當初已得知這個事實依然會發動戰爭。美國在伊拉克的任務成為布希外交政策的主軸，希冀以此促長民主並且擊退恐怖份子，剷除獨裁的政權並且促進經濟和社會的發展。布什政府持續強調美國應該保持在伊拉克的任務，同時也抨擊那些反對伊拉克戰爭、並且要求定期撤軍的人—主要是民主黨議員。
在2005年1月和12月，伊拉克分別進行了通過憲法的公民投票及選舉。不過，伊拉克依然經常爆發武裝的暴動，同時暴動還有惡化的趨勢。布什在對抗全球恐怖主義以及伊拉克戰爭的領導上遭受越來越多的批評，許多人也要求美國應該在一定時間內從伊拉克撤軍。在伊拉克發生的武裝暴動以及政治上的騷動、加上超過3,000名美軍士兵以及約10,000名伊拉克人的死亡，也使布什政府在伊拉克的重建上蒙上一層陰影。同時美軍也爆發了关塔那摩湾等醜聞，一些歐洲和亞洲國家的領導人也開始要求美軍從伊拉克撤軍。
布什承認在伊拉克的戰後重建上美軍犯下了一些戰略上的錯誤，但他強調他並不會改變他對伊拉克的整體戰略。在2006年11月28日，面臨越來越多針對伊拉克戰爭政策的批評，布什在於拉脫維亞進行的北約高峰會上這樣說道：「我們會繼續隨著環境調整策略，同時我們也會使這些改變獲得成功。但有一件事我是不會去做的：我絕不會在任務完成之前便將我們的軍隊從戰場上調回來。」

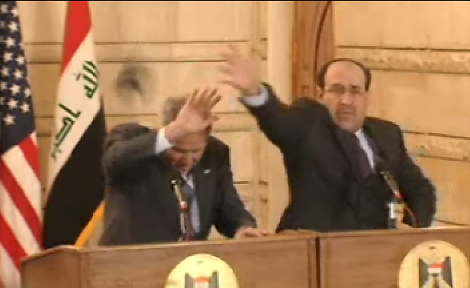
布什避过伊拉克记者敏達哈·扎伊迪扔的鞋（2008年12月14日）

在2008年12月14日，布什前往伊拉克舉行一場記者會，一名伊拉克記者敏達哈·扎伊迪向布什扔擲了一隻鞋子，並大喊：「給你這條狗的吻別！」（This is your farewell kiss, your dog!），但隨即被布什彎腰閃躲，該名記者並立即將另一隻鞋子也往布什身上丟，但依舊被布什舉手躲過，隨後該名記者被多名隨扈制止。最後這個記者因“攻击外国领导人”被判刑一年。

#### 古巴
小布希總統向古巴人民喊話「美國政府誓言竭力協助你們進行政權移轉，建立自由古巴之努力......」，並對擁護卡斯楚政權、抗拒「自由古巴」之頑固份子祭出威脅恫嚇。
華府於2005年任命Caleb McCarry先生（之前任職美駐阿富汗機構）為「古巴政權移轉」協調主任；2006年7月10日，「自由古巴援助委員會（由時任國務卿萊斯女士和商務部長古铁雷斯共同主掌）」發布的一報告宣稱「不惜代價全力遏阻卡斯楚的政權繼承策略得逞」。該報告並強調表示，6280萬美元金援巨款將直接匯給「反卡斯楚異議人士」，此外將提供他們其它必要設備資源。此誠明目張膽干預它國內政之舉。 

#### 台灣
布希总统任內代表美國與台灣簽署了美國在台協會的台北辦事處新址，該址的大多數建設則在歐巴馬總統任內完成，在唐納·川普總統任內2018年6月12日落成啟用。

### 內閣

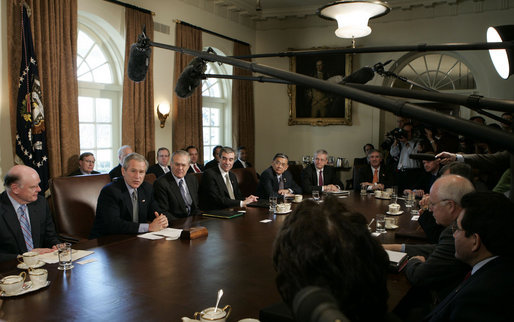
布什總統與他的內閣閣員在白宮開會。

| 職位             | 姓名                | 任期      |
| ---------------- | ------------------- | --------- |
| 總統             | 喬治·獲加·布什      | 2001—2009 |
| 副總統           | 迪克·切尼           | 2001—2009 |
|                  |                     |           |
| 國務卿           | 克林·鮑威爾         | 2001—2005 |
|                  | 康多莉扎·萊斯       | 2005—2009 |
| 國防部長         | 唐納德·倫斯斐       | 2001—2006 |
|                  | 罗伯特·盖茨         | 2006—2009 |
| 財政部長         | 保羅·奥尼爾         | 2001—2003 |
|                  | 約翰·W·史諾         | 2003—2006 |
|                  | 亨利·保尔森         | 2006—2009 |
| 司法部長         | 約翰·阿什克羅夫特   | 2001—2005 |
|                  | 阿爾貝托·R·岡薩雷斯 | 2005—2009 |
| 內政部長         | 盖尔·诺顿           | 2001—2006 |
|                  | 德柯·坎普松         | 2006—2009 |
| 農業部長         | 安·維尼曼           | 2001—2005 |
|                  | 麦克·约翰斯         | 2005—2009 |
| 商業部長         | 唐納德·埃文斯       | 2001—2005 |
|                  | 卡洛斯·古铁雷斯     | 2005—2009 |
| 勞工部長         | 趙小蘭              | 2001—2009 |
| 衛生部長         | 湯米·湯普生         | 2001—2005 |
|                  | 麦克·O·莱维特       | 2005—2009 |
| 發展部長         | 梅爾·馬丁尼斯       | 2001—2003 |
|                  | 阿方索·杰克逊       | 2004—2009 |
| 運輸部長         | 諾曼·峰田           | 2001—2006 |
|                  | 瑪麗·皮特斯         | 2006—2009 |
| 能源部長         | 斯潘塞·亞伯拉罕     | 2001—2005 |
|                  | 森美·W.·波得曼      | 2005—2009 |
| 教育部長         | 羅得·佩吉           | 2001—2005 |
|                  | 玛格丽特·斯佩林斯   | 2005—2009 |
| 退伍軍人事务部長 | 安東尼·普林西比     | 2001—2005 |
|                  | 占·尼克爾森         | 2005—2009 |
| 國土安全部長     | 湯姆·里奇           | 2003—2005 |
|                  | 邁克爾·切特夫       | 2005—2009 |

#### 最高法院提名和任命
布什提名了以下人士擔任美國最高法院的大法官：
- 約翰·格洛佛·羅伯茨－2005年。原先被提名大法官以取代桑德拉·戴·奧康納；在威廉·伦奎斯特去世後，被布什升任為首席大法官：在參議院以78-22的票數通過。
- 哈里特·梅爾斯（Harriet Miers）－2005年。隨著約翰·格洛佛·羅伯茨升任為首席大法官而被布什提名。她的提名稍後被撤回了。
- 撒母耳·艾利托－2005年。在哈里特·梅爾斯的提名撤回後被提名，在參議院以58-42的票數通過。

### 暗殺未遂
在2005年5月10日，當布什於格魯吉亞首都第比利斯的自由廣場進行演講時，27歲青年弗拉基米爾·阿魯丘尼揚（Vladimir Arutinian）向布什的演講台扔擲了一枚手榴彈，當時的喬治亞總統米哈伊爾·薩卡什維利也坐在那裡。手榴彈扔到了距離演講台65英尺（20公尺）的地方，砸中了人群中的一名女孩。不過，由於緊包著手榴彈的紅色格子布阻撓了其內部的撞針活動，手榴彈最後並沒有爆炸。阿魯丘尼揚在2005年7月遭到逮捕並且承認是他扔擲了手榴彈，他在2006年1月被判決了無期徒刑。

## 评价和公眾形象

由2001年，CBS新聞頻道／纽约时报進行的布什總統認可度民調測驗指數。藍色代表「認可」、紅色代表「不認可」、綠色代表「不確定」。在2001年911事件和2003年伊拉克戰爭開始後認可率都曾大幅提升。

時代雜誌將布什列為2000年和2004年的年度風雲人物，認為他是那兩年中世界上最具影響力的人物。當布什就任總統時，他的民調認可度大約將近50%。在發生舉國震驚的911恐怖襲擊事件之後，布什的認可度躍升到高過85%，並且在攻擊後四個月裡維持80-90%的比例。自從那時之後布什在處理國內和國外政策上的民調認可度就持續下跌，到2006年已經跌至大約40%了，使他創下歷史上美國總統認可度的最低紀錄之一。在2006年11月5日進行的民調中，布什的執政認可度則停留在32%。
在第一屆任期剛開始的時候，由於布什在總統選戰中並沒有獲得普選勝利，加上一些圍繞著選舉弊端產生的爭議，一些人將布什視為是缺乏正當性的總統。政治行動份子以及導演麥克·摩爾在2004年拍攝的電影《華氏911》中指控布什操弄了911事件後的美國公眾情緒，並且在發動伊拉克戰爭的動機上隱瞞大眾。
布什在國際上也遭遇許多批評：他被全球的反戰和反全球化人士做為主要的批評對象，他的外交政策尤其飽受許多批評。在德國2002年和加拿大2006年的選舉中布什的政策都成為激烈爭論的議題之一。布什遭受世界各地左派政治人物的公開批評，包括了格哈特·施羅德、何塞·路易斯·罗德里格斯·萨帕特罗、罗马诺·普罗迪、让·克雷蒂安、保罗·马丁、和烏戈·查維茲，布什在各地的外交行程也常遭遇大規模的抗議示威。

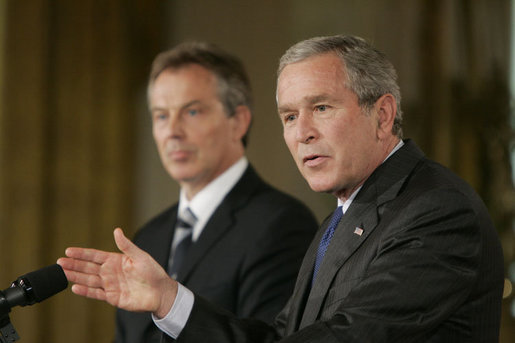
2006年7月28日，在一場與時任英國首相托尼·布莱尔一同舉行的記者會上，布什總統回覆一名記者提出的問題。

不過，布什獲得美國保守派選民的堅定支持，同時也獲得軍人和主戰派的支持。在2004年的選舉中，95-98%的共和黨選民都認可了布什。不過，由於布什在控制聯邦開銷和移民議題上的疏失，共和黨人對布什的支持也有所下跌。許多共和黨人開始批評布什在伊拉克戰爭上的政策，以及伊朗和巴勒斯坦領土的議題。同時布什也與許多外國的領導人如托尼·布莱尔、約翰·霍華德、小泉純一郎、安格拉·默克爾、史蒂芬·哈珀、艾胡德·奧爾默特、弗拉基米尔·普京保持親密的合作關係和感情。
從就任總統開始，布什的智力程度一直是許多媒體和謠言聚焦的話題，有些人甚至還質疑布什的智商過低，儘管到目前為止布什根本沒有公開正式的智商測驗指數。貶低布什的人還經常指布什在各種公開演講中犯下文法錯誤和语无伦次，布什在發音上的一些錯誤也常被反布什媒體和人士做為嘲笑目標。即使是早在2000年的總統選舉中，布什的發音錯誤和语无伦次、自造词汇也成為電視脫口秀節目「週末夜現場」的嘲笑話題。不過布什並不是第一個遭受了類似批評的美國總統。

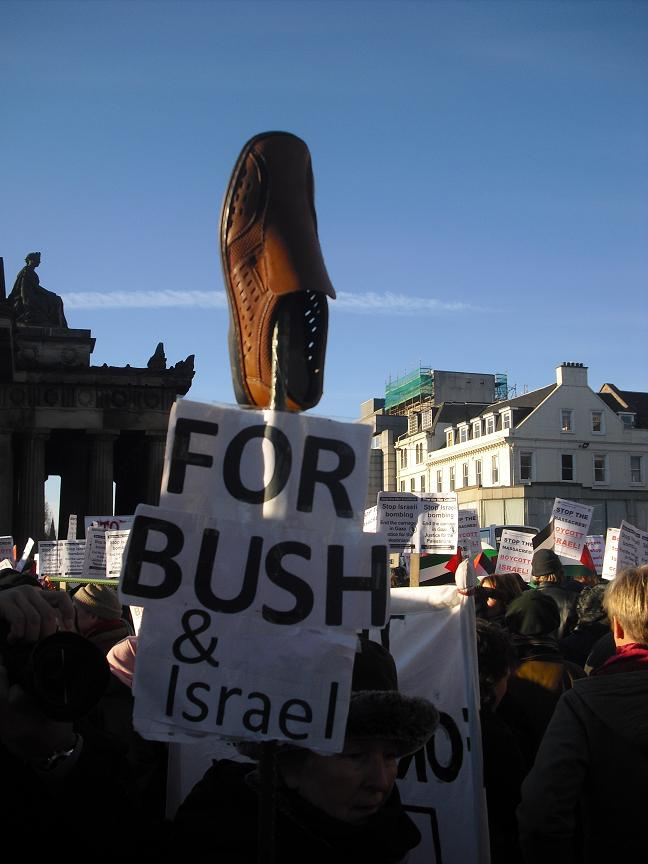
伊拉克記者會對布希扔鞋事件後，支持扔鞋者的歐洲遊行，牌子上掛著一隻鞋子，標語寫著送給布什和以色列

在一次針對世界上21個國家的民意調查中，有18個國家中的較多數人都對布什抱持反感，認為布什的外交政策對世界安全造成「負面」的影響。一次在2006年9月於美國進行的民調中，有48%的美國人認為伊拉克戰爭使美國比以前更不安全，不過也有41%的人認為戰爭減少了美國遭遇恐怖份子襲擊的危險。另一次民調則認為大多數美國人—達到61比35的比率，認為美國在整體上並沒有因為布什的政策而變的更好。還有一次測驗則將布什名列為「對世界安全造成威脅」的第二號人物，僅次於賓拉登，超過了北韓最高領導人金正日。
還有一些人，例如曾經擔任纽伦堡审判主審官的美國律師班傑明·B·費倫茨，則指控布什發起了一場「侵略性」的戰爭，應該被和薩達姆一起送上戰爭法庭審判。一些人認為布什政府發動伊拉克戰爭的決定是非法的，例如國際法的學者Francis Boyle批評道：「布什並沒有從聯合國安全理事會獲得授權……也因此這是一場破壞和平的犯罪」，他認為美軍的攻勢作戰都應該獲得這樣的授權。虽然歷史上每個安全理事會的常任會員國都曾經發動至少一次沒有經過安理會允許的戰爭，而之前美國在越南、海地、科索沃、巴拿马、或格瑞那達等地發起的軍事攻勢或干預也都沒有經過這樣的授權。但是，美国是最多、规模也是最大。也有人认为連之前吉米·卡特在伊朗人质危机中發起救援美國人質的行動也是战争。
自從布什當選連任後，布什遭受越來越多的批評，包括了伊拉克戰爭、关塔那摩湾事件、虐囚事件、以及卡崔娜颶風、以及美国国家安全局非法監聽民間通信的爭議。這些因素加起來，使得共和黨在2006年期中選舉裡，如同布什所承認的，遭受了一次挫敗的重擊。
马来西亚前首相马哈迪·莫哈末批评道：“小布什以最不得体的方式赢得总统宝座，经由法院而非人民选择。这在任何自称民主的国家内，都是不相称的事，但是在一个炫耀自己是民主守护者，与实践者的国家，法庭选出布什当总统一事是令人震惊的。但更加令人震惊的是，美国众参议院允许布什政府，在未经审讯的情况下无限期拘留和折磨囚犯。”“这位总统为了发动伊拉克战争竟公然撒谎，这场战争已经杀害和伤害几十万伊拉克人，城镇也遭摧毁，并导致该国陷入一场残酷的内战中。然而，在面对世界的谴责时，小布什却坚持说，这场战争完全取得巨大成功。他宣称“任务完成”。这是什么任务？什么成就？他利用存在大规模杀伤性武器为借口，入侵伊拉克，后来被证明是赤裸裸的谎言。然而，小布什一点都不怕。他还宣称，他发动战争是为了推翻伊拉克总统萨达姆·侯赛因，令伊拉克变得民主。尽管他撒谎，尽管他在伊拉克事件中是失败的，他还是蝉联美国总统。正如我经常说，什么样的人民就得到什么样的政府。该受指责的不只是小布什，同时也包括那些投选他为总统，并继续赞同他欺骗与使用暴力的人民。”

## 任期结束

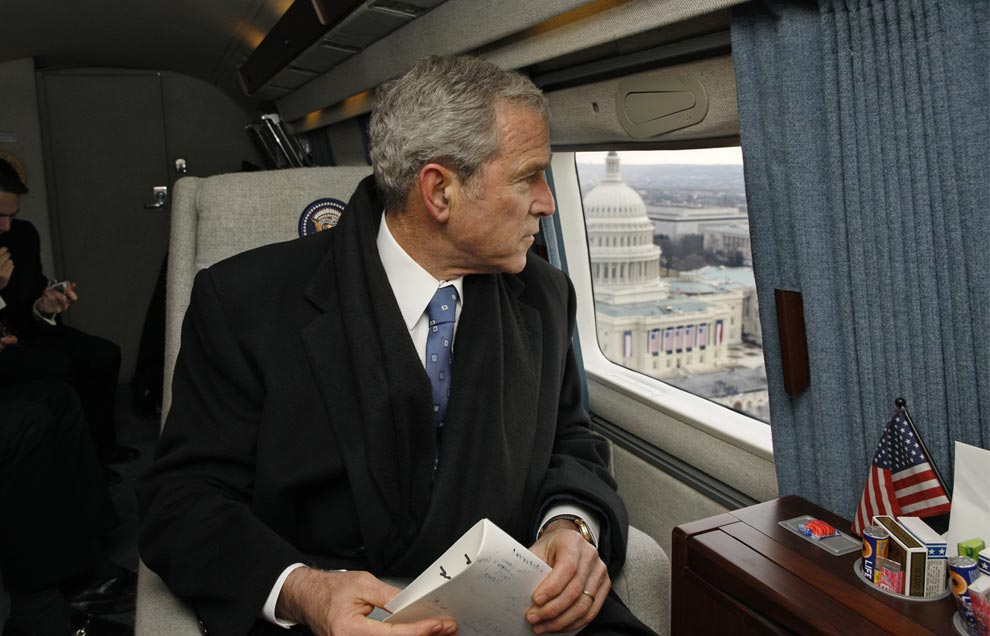
2009年1月20日，参与完贝拉克·奥巴马的第一次就职典礼后，布什乘美国海军陆战队直升机离开时看向美国国会大厦。

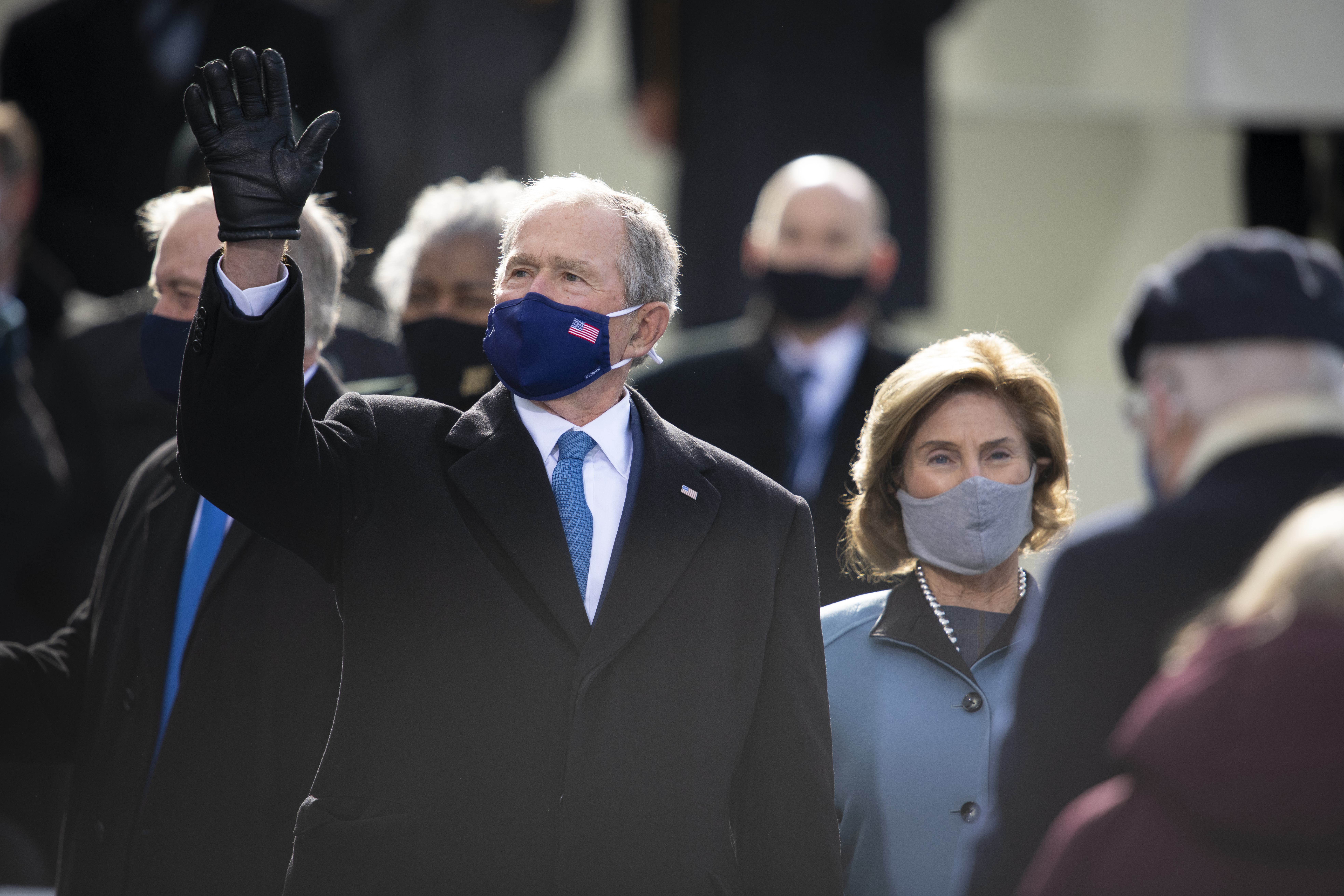
布什与夫人劳拉·威尔士·布什在2021年美国总统就职典礼

2009年1月20日，布什结束了他的第二个总统任期，奥巴马接替了总统的职位。2010年11月9日小布什亲笔撰写的回忆录《抉择时刻》出版发行。中文版由中信出版社于2011年8月10日出版发行。
卸任總統後，小布殊開始專注繪畫。2017年，小布殊出版了畫集《勇气的肖像：三军统帅向美国勇士的致敬》，收錄了他為美國退伍軍人畫的肖像畫。该画集连续两周获《纽约时报》非小说类畅销书冠军，同时在美国亚马逊畅销书榜排第18名。
2012年5月15日，布什在华盛顿对媒体称，支持前麻省州长罗姆尼获得共和党内总统候选人提名。

## 著作
《布什回忆录-抉择时刻》2010，中文版2011中信出版社

## 大眾文化
- 《殊不簡單》：2008年傳記電影，喬治·華克·布希由喬許·布洛林飾演。
- 《為副不仁》：2018年傳記喜劇電影，喬治·華克·布希由山姆·洛克威爾飾演。

## 外部連結
- George W. Bush的Facebook專頁
- George W. Bush的Instagram帳戶
- George W. Bush的X（前Twitter）
- George W. Bush Presidential Center的X（前Twitter）
- 白宮官方的傳記
- 共和黨全國委員會的傳記
- 回顧布希政績：真是一無是處嗎？ （页面存档备份，存于）
- Geneall网站上关于乔治·沃克·布什家族的家谱（英文）

| 美国政治职务       | 美国政治职务                    | 美国政治职务                                                   |
| ------------------ | ------------------------------- | -------------------------------------------------------------- |
| 前任： 比尔·克林顿 | 美国总统 2001年─2009年          | 繼任： 巴拉克·奧巴馬                                           |
| 前任： 安·理查兹   | 得克萨斯州州长 1995年─2000年    | 繼任： 里克·佩里                                               |
| 國際組織职务       |                                 |                                                                |
| 前任： 雅克·希拉克 | 八国集团主席 2004年             | 繼任： 托尼·布莱尔                                             |
| 榮銜               |                                 |                                                                |
| 前任： 傑夫·貝佐斯 | 時代年度風雲人物（首次） 2000年 | 繼任： 魯道夫·朱利安尼                                         |
| 前任： 美國軍人    | 時代年度風雲人物（再次） 2004年 | 繼任： 好撒馬利亞人 （由波诺、比尔·盖茨与梅琳达·盖茨等人代表） |